# Autolib’
Autolib’ (от фран. automobile и liberté) — сеть краткосрочного проката электромобилей в Париже, запущенная в декабре 2011 года. Autolib' управляется промышленной группой Bolloré и будет функционировать в Париже и его пригородах. 
Программа призвана улучшить экологическую и транспортную ситуацию в городе, и стимулировать людей отказаться от владения собственным автомобилем в пользу его аренды. Стоимость проката электромобиля в среднем ниже стоимости поездки на городском такси.
Программа Autolib' построена по образцу популярной парижской сети проката велосипедов Vélib'.
Мэр Парижа Бертран Деланоэ предложил поучаствовать в проекте 81 коммуне парижской метрополии.
В июне 2018 власти Парижа закрыли сеть проката из-за убытков.

## Описание

### Электромобили

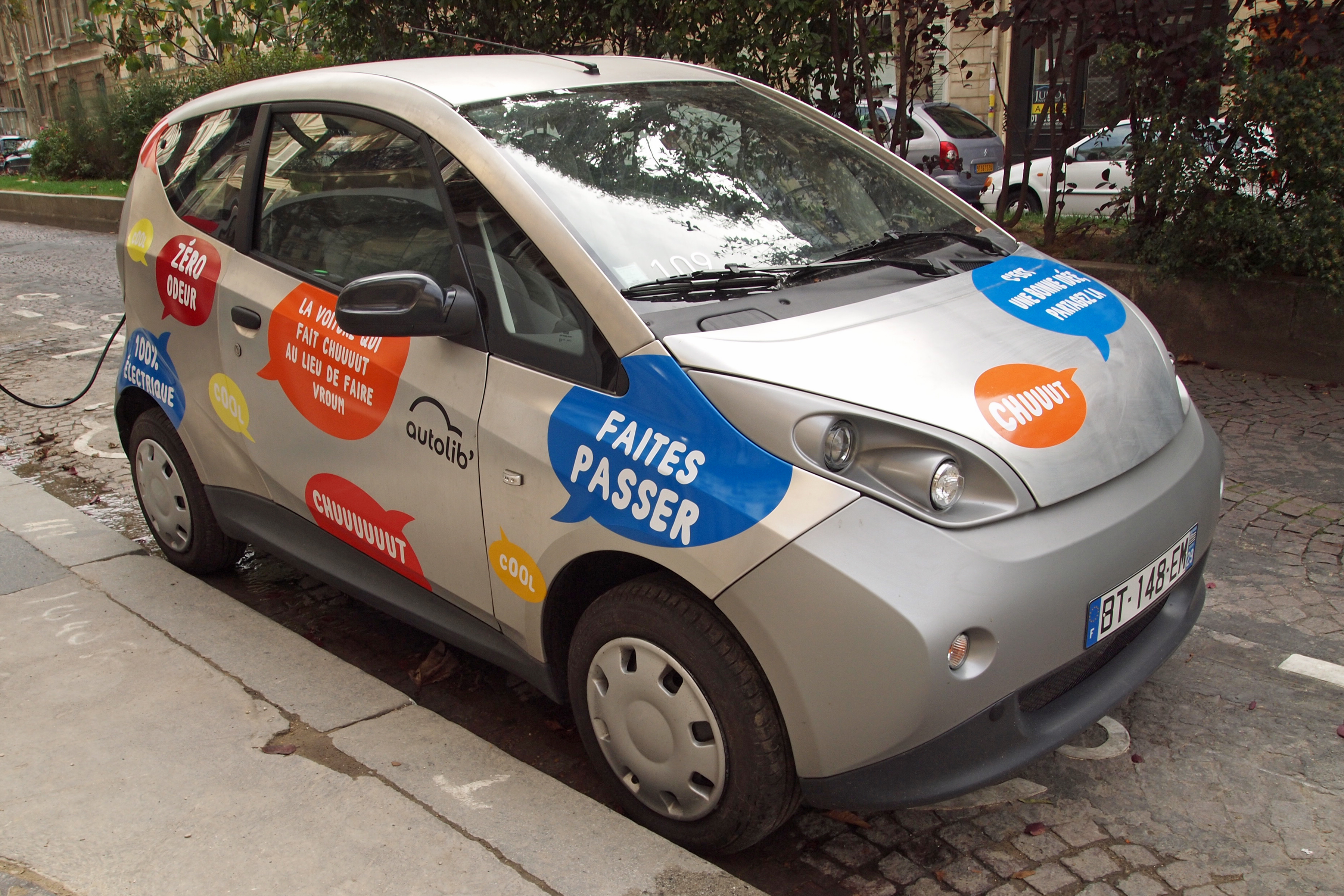

Электромобиль, выбранный для Autolib' — Bolloré Bluecar, 100 % электрический. Имеет литий-полимерный аккумулятор.

— Запас хода в городском цикле — 250 км

— Время заряда — 4 часа .

— Bluecar имеет 3 двери и 4 посадочных места.

— Оборудован GPS, который позволяет забронировать парковочное место на станции прибытия.
Сеть будет состоять из 3000 электромобилей. Эта цифра вырастет если к программе подключатся другие коммуны пригородов Парижа.

### Станции
Пункты аренды Autolib' автоматизированы и сделаны по принципу самообслуживания и в среднем состоят из 6 парковочных мест. Каждое место оборудовано зарядной станцией. Также на каждой станции установлен терминал для бронирования и выбора станции прибытия..
У некоторых станций работает киоск с агентом Autolib', у которого можно получить членскую карту и абонемент. Такие киоски присутствуют в каждом парижском округе.
Параллельно развитию проекта, на основных магистралях города устанавливаются заправочные пункты для электромобилей..
Около 1100 станций аренды Autolib' будет установлено (из которых около 700 в самом Париже).

### Тарифы
Для пользования услугами Autolib' необходимо пройти регистрацию и получить членскую карту.
| Срок   | Абонемент      | Стоимость проката (по 30 мин.) |
| ------ | -------------- | ------------------------------ |
| 1 год  | 12€ в месяц    | 5€ (затем 4€, затем 6€)        |
| 7 дней | 15€ на 7 дней  | 7€ (затем 6€, затем 8€)        |
| 1 день | 10€ на 24 часа | 7€ (затем 6€, затем 8€)        |

На 11 марта 2011 года, 46 коммун участвуют в проекте.